# Distrikt Víctor Larco Herrera
Der Distrikt Víctor Larco Herrera ist einer von 11 Distrikten der Provinz Trujillo in der Region La Libertad in West-Peru.
Der Distrikt Víctor Larco Herrera wurde am 22. Februar 1943 als Distrikt Buenos Aires gegründet. Am 16. März 1945 wurde der Distrikt in Gedenken an den peruanischen Politiker und Philanthropen Víctor Larco Herrera (1870–1939) umbenannt. Der 18,02 km² große Distrikt ist deckungsgleich mit der Stadt Buenos Aires. Der Distrikt hatte beim Zensus 2017 68.506 Einwohner. Im Jahr 1993 lag die Einwohnerzahl bei 42.169, im Jahr 2007 bei 55.781.
Der Distrikt Víctor Larco Herrera liegt zwischen der Großstadt Trujillo und der Pazifikküste. Er ist Teil des Ballungsraumes von Trujillo. Der Distrikt besitzt einen knapp 4,5 km langen Küstenabschnitt. An der südöstlichen Distriktgrenze mündet der Fluss Río Moche ins Meer. Der Distrikt reicht bis zu 3,3 km ins Landesinnere. Im Nordwesten grenzt der Distrikt an den Distrikt Huanchaco, im Nordosten an den Distrikt Trujillo mit der gleichnamigen Stadt sowie im Südosten an den Distrikt Moche.